# Hermann Keller (Hydrologe)
Hermann Keller (* 26. Januar 1851 in Gießen; † 4. August 1924 in Berlin-Dahlem) war ein deutscher Hydrologe.

## Leben
Hermann Keller war der Sohn des Druckereibesitzers und zweiten Bürgermeisters von Gießen Wilhelm Keller und dessen Ehefrau Christiana, geb. Soldan. Nach Abitur und einjährigem Militärdienst arbeitete er als Baueleve in Marburg und Biedenkopf. Nach Kriegsteilnahme 1870/71 war er als Ingenieur im Eisenbahnbau tätig. Seit 1875 besuchte er die Berliner Bauakademie. 1877/78 bestand er die Bauführer- und Baumeisterprüfung und wurde als Hilfsarbeiter in das Technische Büro des preußischen Ministeriums der öffentlichen Arbeiten berufen.
In den folgenden Jahren bildete er sich in Frankreich und England weiter. 1886 leitete er die Schleusenbauten bei Brunsbüttel des Nord-Ostsee-Kanals. 1889 wurde Keller für drei Jahre technischer Attaché der Deutschen Botschaft in Rom. 1892 wurde er zum Vorsteher des neugegründeten Büros des preußischen Ausschusses zur Untersuchung der Wasserverhältnisse in den der Überschwemmungsgefahr besonders ausgesetzten Flußgebieten ernannt. Unter seiner Leitung wurden in neun Jahren vier große "Stromwerke" (Oderwerk, Memel-Pregel-Weichselwerk, Weser-Emswerk und Elbewerk) bearbeitet und von der Strombauverwaltung herausgegeben.
Nachdem Keller 1901 Vortragender Rat im Preußischen Ministerium der öffentlichen Arbeiten geworden war, wurde ihm 1902 die Leitung der neugegründeten Preußischen Landesanstalt für Gewässerkunde übertragen, die er bis 1916 leitete.
Keller war zu seiner Zeit der führende Vertreter seines Faches, der bei der Planung und Durchführung aller größeren wasserwirtschaftlichen Unternehmungen in Preußen mitwirkte und dessen fachlicher Rat von allen Seiten in Anspruch genommen wurde.
Keller war zuletzt Geheimer Ober-Baurat. Von der Technischen Hochschule Berlin und der Universität Darmstadt wurde er zum Ehrendoktor ernannt.

## Schriften
- Die Hochwassererscheinungen in den deutschen Strömen. Jena, Costenoble 1904.
- Niederschlag, Abfluß und Verdunstung in Mitteleuropa. Berlin, Mittler 1906.
- Ursprung und Verbleib des Festland-Niederschlags. Berlin, Mittler 1914.
- Ober- und unterirdische Wasserwirtschaft im Spree- und Havelgebiet. Berlin, Mittler 1916.